# Backhand

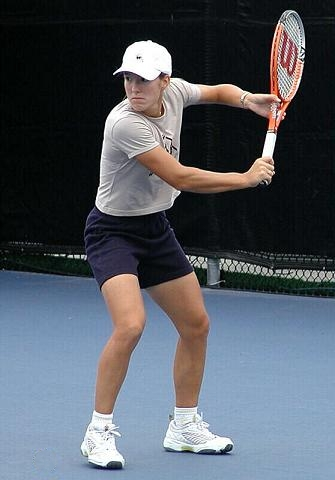
Justine Henin speelt een enkelhandige backhand

Een backhand is een term uit de tennissport. Het is een slag waarbij de rug van de speelhand naar voren wordt gehouden. De backhand kan enkelhandig en dubbelhandig geslagen worden.
De basisbeweging van de dubbelhandige backhand wordt uitgevoerd door het racket naar achter te brengen, en vervolgens van laag naar hoog naar voren te zwaaien en te eindigen over de schouder. De dubbelhandige backhand kan geslagen worden uit een open stand, en uit een rechte of gesloten stand. De kracht komt bij een dubbelhandige backhand vooral uit de torsierotatie. De dubbelhandige backhand wordt vrijwel altijd gespeeld met een tussengrip voor de rechterhand.
De basisbeweging van de enkelhandige backhand wordt uitgevoerd door het racket naar achter te brengen, daarbij vasthoudend bij het hart met de andere hand en vervolgens van laag naar hoog te zwaaien. Het is belangrijk dat de balanshand, de linkerhand als je rechts bent, naar achter gaat als de rechterarm naar voren zwaait. In tegenstelling tot de dubbelhandige backhand zwaai je bij een enkelhandige backhand niet door over je schouder. De enkelhandige backhand is namelijk geen zwaai, maar een uitstrekking. De enkelhandige backhand wordt meestal gespeeld met een eastern backhand grip.
Ook tafeltennis, badminton en hockey kennen een backhand.